# SkyscraperPage
SkyscraperPage.com是一個關於摩天大樓和其他宏觀工程學計劃的線上數據庫。該網站也納入非現實產物，運用該網站的圖表可以很容易地對比不同的建築。數據庫也會給出每個建築的一般信息。其圖像可能通過像素藝術來創造。
Skyscraperpage的數據庫由狄倫·勒布朗（Dylan Leblanc）創立於1998年，現在該網站亦已成為最活躍的討論摩天大樓和都市環境的網站。

## SkyscraperCity
2002年9月11日，SkyscraperCity.com被從SkyscraperPage 的論壇分離出，作為負責管理建築物及其他都市發展的計劃的網站。

## 外部連結
- SkyscraperPage.com official website（页面存档备份，存于）